# Galaxie spirală barată

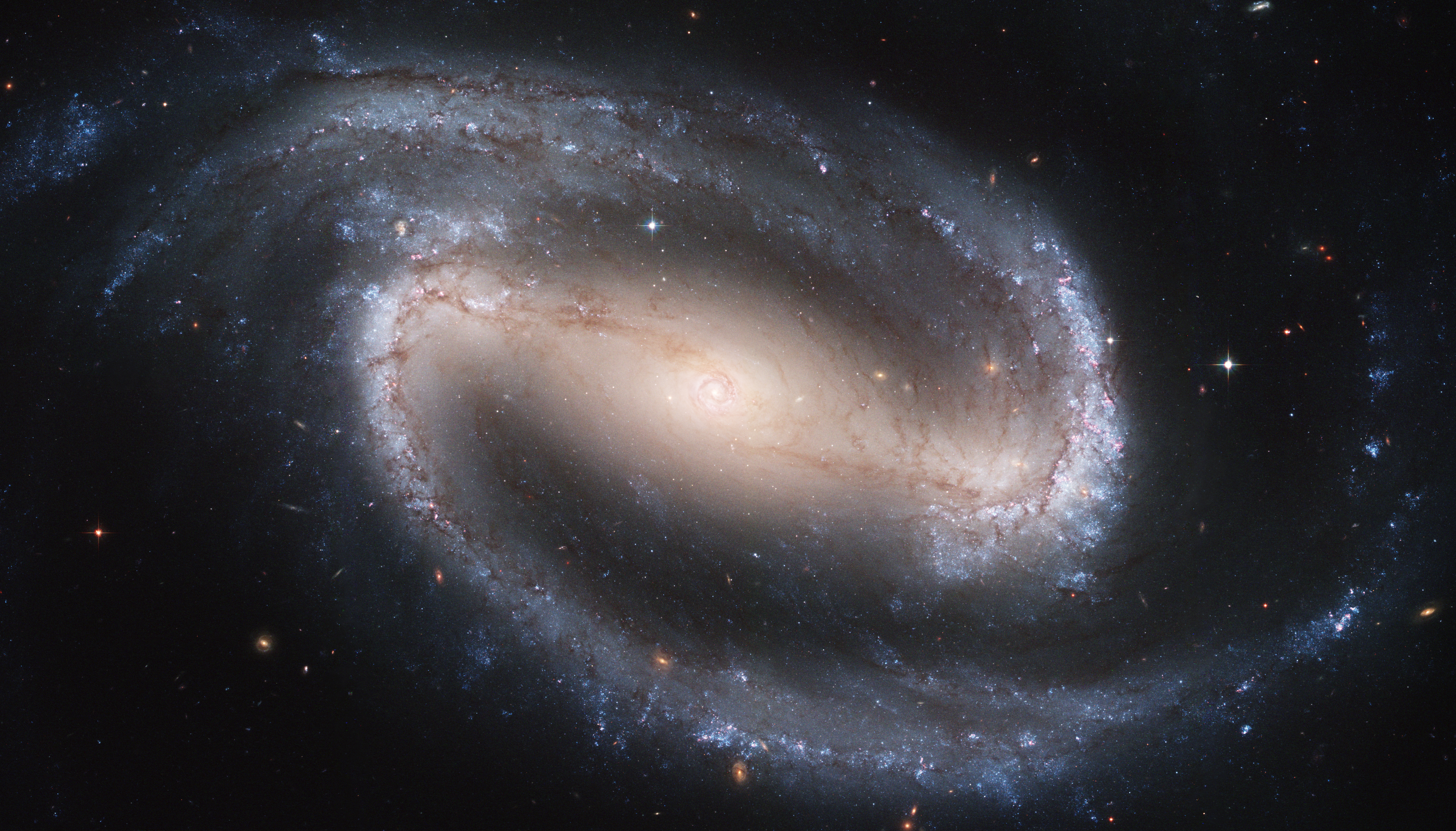
NGC 1300, o galaxie spirală barată; imagine de la Telescopul Spațial Hubble.

O galaxie spirală barată este un tip de galaxie spirală care conține o structură asemănătoare unei bare, aflată în centrul său, și compusă din stele sau praf stelar. Barele sunt regăsite la aproximativ două treimi din toate galaxiile spirale. În general, barele influențează atât mișcarea stelelor și a gazului interstelar în cadrul galaxiei, cât și brațele spirale. Calea Lactee este o astfel de galaxie.

## Exemple de galaxii spirale barate

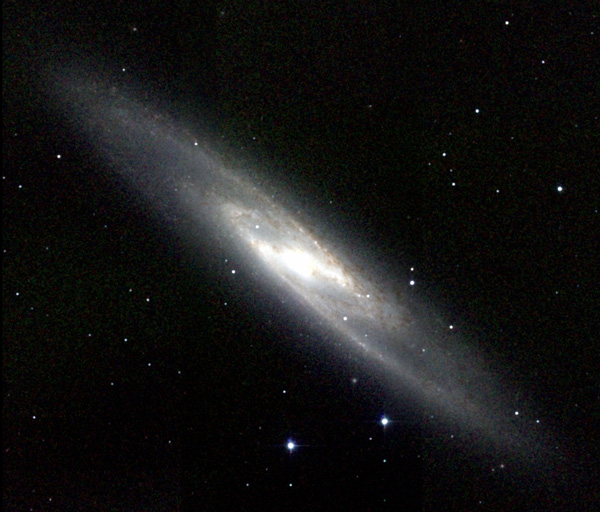
Galaxia Sculptorul, o galaxie spirală barată dând naștere multor stele.

Un tabel care grupează câteva galaxii spirale barate:
| Denumirea          | Tip  | Constelația     |
| ------------------ | ---- | --------------- |
| Dwingeloo 1        | SBb  | Cassiopeia      |
| M58                | SBc  | Fecioara        |
| M91                | SBb  | Părul Berenicei |
| M95                | SBb  | Leul            |
| M109               | SBb  | Ursa Mare       |
| Maffei 2           | SBb  | Cassiopeia      |
| Calea Lactee       | SBbc | Săgetătorul     |
| NGC 55             | SBc  | Balena          |
| NGC 1300           | SBbc | Eridanul        |
| NGC 1365           | SBc  | Cuptorul        |
| Galaxia Sculptorul | SBc  | Sculptorul      |
| M83                | SABc | Hidra           |